# Phare de Chacachacare
Le phare de Chacachacare (en anglais : Chacachacare Lighthouse) est un phare actif situé sur l'île de Chacachacare dans la région de Diego Martin (île de Trinité), à Trinité et Tobago, en mer des Caraïbes.

## Histoire
la première station de signalisation maritime a été mis en service en 1897 sur l'île de Chacachacare, maintenant inhabitée, qui était le site d'une colonie de lépreux de 1922 à 1948. Elle fait partie du parc national de Chaguaramas
Ce phare, l'un des plus hauts des Amériques, est construit au sommet d'une montagne escarpée avec une vue spectaculaire sur les Bouches du Dragon, une série de passes qui séparent le golfe de Paria de la mer des Caraïbes.
Les visites du phare sont possibles à l'occasion des entretiens périodiques effectués par le personnel du phare. La lentille de Fresnel d'origine, retirée en 2007, a malheureusement été brisée lors de son transport vers Port-d'Espagne.

## Description
Ce phare  est une tour cylindrique en maçonnerie, avec une galerie et une lanterne de 15 m de haut. La tour est peinte en blanc et le dôme de la lanterne est rouge. Il émet, à une hauteur focale de 251 m, un bref éclat blanc de 0.4 seconde par période de 10 secondes. Sa portée est de 26 milles nautiques (environ 48 km).
Identifiant : ARLHS : TRI-002 - Amirauté : J5846 - NGA : 110-16256 .
|                                   |
| Localisation des Bocas del Dragon |

|              |
| Chacachacare |

## Caractéristique dufeu maritime
Fréquence : 10 secondes (W)
- Lumière : 0.4 seconde
- Obscurité : 9.6 secondes

### Lien connexe
- Liste des phares de Trinité-et-Tobago